# باخرز (ولایت)
باخَرْز، یکی از ولایت‌های ربع نیشابور خراسان بزرگ؛ که در منابع مختلف از شهر مالن یا مالین به عنوان قصبه یا شهر مرکزی این ولایت بسیار یاد شده و برخی جغرافی‌نویسان قدیم، نام آن را کواخرز یادکرده‌اند. این ولایت در میان نیشابور و هرات قرار داشته است. شمار بسیار زیادی از بزرگان و اهالی علم وفقه و حدیث از این ولایت برخاسته‌اند. ولایت باخرز را در جغرافیای امروز، به شهرستان‌های تایباد و باخرز و حدی از نواحی پیرامون آن، در استان خراسان رضوی ایران، مطابقت داده‌اند.

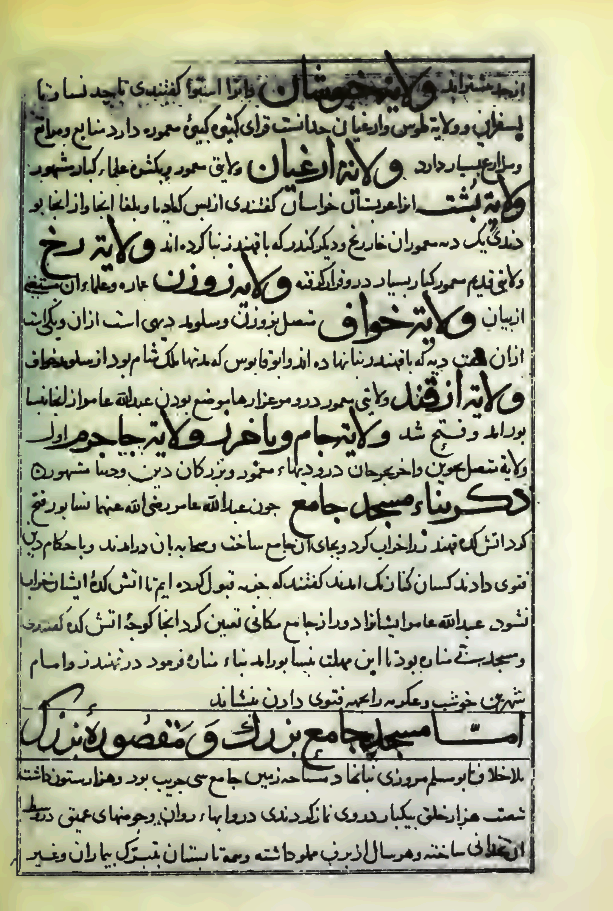
باخرز در میان ولایت‌های ربع نیشابور در صفحه‌ای از نسخه خطی ترجمه کتاب تاریخ نیشابور الحاکم.

## نام‌شناخت
نام این ولایت: در کتاب الانساب و کتاب اللباب به صورت باخَرْز؛ و در احسن‌التقاسیم و معجم البلدان، به صورت بَاخَرْز ثبت شده است. و برخی از جغرافیدانان مسلمان، نام آن را کواخرز، ثبت کرده‌اند. یاقوت حموی؛ باخرز را به معنی جای وزیدن باد، و برگرفته از «بادهرزه» در زبان پهلوی می‌داند. اما در برخی مقالات، نام باخرز در زبان پهلوی از دو کلمهٔ باخ به معنای باغ و رَز به معنای انگور تشکیل شده است و دلیل این نام گذاری را می‌توان کشت زیاد انگور در این منطقه دانست.

## جغرافیا و ویژگی‌ها

### جغرافیا
باخرز؛ یکی از ولایت‌های ربع نیشابور خراسان؛ ابوعبدالله حاکم، باخرز را همراه با جام (ولایت جام و باخرز)، به عنوان یکی از ولایت‌های دوازه‌گانه نیشابور برشمرده است. سمعانی، ولایت جام و باخرز را در مدخل «زام» (زام= جام) آورده، اما آن‌ها را دو قصبه معروف از ناحیه نیشابور دانسته است. یاقوت حموی، با اشاره به گفته سمعانی نوشته است: باخرز، قصبه‌ای مشهور و مستقل از جام است. او همچنین این ولایت را مشتمل بر یکصد و شصت و هشت آبادی، و نام قصبه آن را «مالین» ذکر کرده است.

### ویژگی‌ها
محمد مقدسی، باخرز را مرکز حبوبات و مویز، و صادرکننده پوشاک معرفی نموده و به‌آبادی مالن، شهر مرکز این ولایت، اشاره کرده است. او همچنین در کتاب جغرافیای خود، شهر مالن را در کنار شهرهای ربع نیشابور (بوزجان، زوزن، طرثیث، سابزوار، خسروجرد، آزادوار، خوجان، ریوند، مازل، مالن و جاجرم) برشمرده و فاصله مالن تا بوزجان (بوژگان) را دو مرحله (= واحد مسافت‌شمار قدیم) دانسته است. حمدالله مستوفی، ولایت باخرز را ولایتی معتبر و دارای باغات انگور و میوه فراوان توصیف نموده و قصبه مالان (مالن یا مالین) را جایی بزرگ و با صفا معرفی نموده که خربزه آن در خراسان مشهور است. حافظ ابرو، در اوایل قرن نهم هجری، این ولایت را در تابعیت هرات ذکر کرده است.

## مشاهیر و بزرگان
از ولایت باخرز، جمع کثیری از فقیهان و ادیبان و شاعران برخاسته‌اند. از این جمله‌اند: علی بن حسن باخرزی (نویسنده کتاب «دمیةالقصر»)، ابوالعباس محمد بن ابراهیم بن علی باخرزی (محدّث)، عاصم باخرزی نیشابوری و ابوالعباس محمد بن ابراهیم بن علی نیشابوری، ابوالمشعر مالینی (موسی بن محمد بن موسی)، سیف‌الدین ابوالمعالی سعید بن مطهر بن سعید باخرزی (فقیه و محدث؛ متوفی ۶۵۹ هجری).

## پانوشت‌ها
1. 1 2 3  ابی‌سعد عبدالکریم بن محمد بن منصور التمیمی السمعانی (۱۹۸۰)، الانساب، قاهره: مکتبة ابن التمیمیة، ص. ج۲، ص۲۱
2. ↑  عزالدین ابن الاثیر الجزری (۱۹۸۰)، اللباب فی تهذیب الانساب، بیروت: دار صادر، ص. ج۱، ص۱۰۴
3. ↑  شهاب‌الدین اب‌عبدالله یاقوت بن عبدالله الحموی الرومی البغدادی (۱۹۷۷)، احسن‌التقاسیم فی معرفة الاقالیم، بیروت: دارصادر، ص. ص۳۰۰
4. 1 2 3  شهاب‌الدین ابی عبدالله یاقوت حموی (۱۹۷۷)، معجم‌البلدان، بیروت: دارصادر، ص. ج۱، ص۳۱۶
5. ↑  ابراهیم‌بن محمد اصطخری (۱۹۶۷)، کتاب مسالک الممالک، لیدن: چاپ دخویه، ص. ص۲۵۶، ۲۸۳
6. ↑  ابراهیم‌بن محمد اصطخری (۱۹۶۷)، کتاب مسالک الممالک، لیدن: چاپ دخویه، ص. ص۲۵۶، ۲۸۳
7. ↑  ابن حوقل (۱۹۳۸)، صوره‌الارض، بیروت: دارصادر، ص. ج۲، ص۴۲۷
8. ↑  ابوعبدالله حاکم نیشابوری (۱۳۷۵)، تاریخ نیشابور، ترجمهٔ محمد بن حسین خلیفه نیشابوری، با مقدمه و تصحیح و تعلیقات محمدرضا شفیعی کدکنی، تهران: آگه، ص. ص۲۱۷
9. ↑  محمد بن احمد مقدسی (۱۳۶۱)، احسن التقاسیم فی معرفة الاقالیم، ترجمهٔ علینقی منزوی، تهران: شرکت مؤلفان و مترجمان ایران، ص. ج۲، ص۴۳۶
10. ↑  ابوعبدالله حاکم نیشابوری (۱۳۷۵)، تاریخ نیشابور، ترجمهٔ محمد بن حسین خلیفه نیشابوری، با مقدمه و تصحیح و تعلیقات محمدرضا شفیعی کدکنی، تهران: آگه، ص. ص۲۱۷
11. ↑  ابی‌سعد عبدالکریم بن محمد بن منصور التمیمی السمعانی (۱۹۸۰)، الانساب، قاهره: مکتبة ابن التمیمیة، ص. ج۶، ص۲۲۴
12. ↑  شهاب‌الدین ابی عبدالله یاقوت حموی (۱۹۷۷)، معجم‌البلدان، بیروت: دارصادر، ص. ج۳، ص۱۲۱۷
13. ↑  محمد بن احمد مقدسی (۱۳۶۱)، احسن التقاسیم فی معرفة الاقالیم، ترجمهٔ علینقی منزوی، تهران: شرکت مؤلفان و مترجمان ایران، ص. ج۲، ص۴۶۷؛ ج۱، ص۷۲؛ ج۲، ص۵۱۳
14. ↑  دانشنامه جهان اسلام، تهران: بنیاد دائرةالمعارف اسلامی، ۱۳۸۶، ص. ج۱، ص۱۳۰
15. ↑  شهاب‌الدین ابی عبدالله یاقوت حموی (۱۹۷۷)، معجم‌البلدان، بیروت: دارصادر، ص. ج۱، ص۳۱۶
16. ↑  ابوعبدالله حاکم نیشابوری (۱۳۷۵)، تاریخ نیشابور، ترجمهٔ محمد بن حسین خلیفه نیشابوری، با مقدمه و تصحیح و تعلیقات محمدرضا شفیعی کدکنی، تهران: آگه، ص. ص ۹۳، ۱۷۹
17. ↑  علی‌اکبر دهخدا (۱۳۷۷)، لغت‌نامه، تهران: دانشگاه تهران، ص. ج۳، ص۳۹۳۲

## فهرست منابع
- «احسن‌التقاسیم فی معرفةالاقالیم»، تألیف ابوعبدالله محمد بن احمد مقدسی، ترجمه علینقی منزوی، تهران: شرکت مؤلفان و مترجمان ایران، ۱۳۶۱.
- «احسن التقاسیم فی معرفة الاقالیم»، شهاب‌الدین اب‌عبدالله یاقوت بن عبدالله الحموی الرومی البغدادی، بیروت:دار صادر، ۱۹۷۷م.
- «الانساب»، ابی‌سعد عبدالکریم بن محمد بن منصور التمیمی السمعانی، قاهره: مکتبة ابن التمیمیة، ۱۹۸۰م.
- «اللباب فی تهذیب الانساب»، عزالدین ابن الاثیر الجزری، بیروت: دار صادر، ۱۹۸۰م.
- «تاریخ نیشابور»، ابوعبدالله حاکم نیشابوری، ترجمه محمد بن حسین خلیفه نیشابوری، با مقدمه و تصحیح و تعلیقات محمدرضا شفیعی کدکنی، تهران: آگه، ۱۳۷۵.
- «حدود العالم من المشرق الی المغرب»، تحقیق یوسف الهادی، قاهره: دارالثقافیه، ۱۹۹۹م.
- «دانشنامه جهان اسلام»، بنیاد دائرةالمعارف اسلامی، تهران، ۱۳۸۶.
- «صورة الارض»، تألیف ابی‌القاسم ابن حوقل النصیبی، بیروت: دارصادر، ۱۹۳۸م.
- «کتاب مسالک الممالک»، ابراهیم‌بن محمد اصطخری، چاپ دخویه، لیدن ۱۹۶۷.
- «لغت‌نامه»، علی‌اکبر دهخدا، دانشگاه تهران، ۱۳۷۷.
- «معجم‌البلدان»، شهاب‌الدین ابی‌عبدالله یاقوت بن عبدالله الحموی الرومی البغدادی، بیروت: دار صادر، ۱۹۷۷م.